# Mohamed Rebahi
Mohamed Rebahi (in arabo محمد رباحي‎?; 27 gennaio 1986) è un judoka algerino.

## Palmarès
- Campionati africani

Port Louis 2014: bronzo nei -66kg
Antananarivo 2017: argento nei -66kg